# Ross Dolan
Ross Dolan (ur. 18 listopada 1969) – amerykański muzyk, kompozytor i instrumentalista. Dolan jest współzałożycielem deathmetalowej grupy Immolation w której gra na gitarze basowej i śpiewa. W 2009 roku wystąpił gościnnie na albumie Death March Fury grupy Masachist.

## Wybrana dyskografia
- Nile –– Black Seeds of Vengeance (2000, gościnnie)[4]
- Averse Sefira – Advent Parallax (2008, gościnnie)[5]
- Masachist – Death March Fury (2009, gościnnie)[3]
- Sickening Horror – The Dead End Experiment (2009, gościnnie)[6]
- Cephalic Carnage – Misled by Certainty (2010, gościnnie)[7]
- Gorod – Transcendence (2011, gościnnie)

## Filmografia
- Death Metal: A Documentary (2003, film dokumentalny, reżyseria: Bill Zebub)